# Craig Stecyk
Craig Robert Stecyk III (* 19. Mai 1950 in Los Angeles, Kalifornien) ist ein US-amerikanischer Fotograf und Grafikdesigner, der berühmt für seine Darstellung des Zephyr Skate Teams (Z-Boys) wurde.

## Biografie
Stecyk verbrachte in seiner Jugend viel Zeit in Venice Beach und Santa Monica, wo er auch 1972 begann, mit Jeff Ho und Skip Engblom den Zephyr Surf Shop zu gründen, wo er Surfbretter optisch entwarf. Seine Werke gelten als optischer Wegbereiter diverser Subkulturen, wie z. B. Wellenreiten und Skateboarden, da er Pionierarbeit in der Gestaltung der Produkte leistete. Im Gegensatz zu konventionellen Designs integrierte Stecyk die Motive der an diesen Orten vorherrschenden Straßenkulturen, wie Graffiti, Lowrider-Motive und Tätowierungen.
Vor allem die Entstehung der zweiten Generation der Z-Boys, welche sich vorwiegend auf Skateboarden konzentrierte, animierte Stecyk dazu, die wiederentdeckte Subkultur fotografisch zu dokumentieren. Seine Bilder waren für das Genre sehr untypisch, da Skateboarden ursprünglich ein beliebter Freizeitsport unter Jugendlichen in der gesamten USA war und Stecyk jedoch Untergrundbewegungen und deren Kulturen in seine Werke einfließen ließ. Er formte damit das Gesicht, mit welchem sich der Sport auch heute noch identifiziert und lichtete Größen wie Tony Alva, Jay Adams, Stacy Peralta und Jim Muir ab, welche alle den Z-Boys entstammten.
Das Skateboarder Magazine veröffentlichte zwar schon vier Ausgaben Mitte der 60er Jahre, ging jedoch aufgrund der sinkenden Popularität unter. Die Wiederaufnahme des Blattes Anfang der 70er vom Dachverlag Surfer Magazine war geprägt von Stecyk's Artikeln, welche Dogtown und seine Skater porträtierten. Stecyk ist auch Mitgründer des Juxtapoz Magazine Collective. Er schuf auch das in Kreisen sehr bekannte Vato Rat Graffiti, welches neben dem Dogtown Kreuz zu einem der prägendsten Symbolen in Skateboarderkreisen gehört. 2001 produzierte er zusammen mit Stacy Peralta die mehrfach ausgezeichnete Dokumentation Dogtown & Z-Boys, welche die Geschichte der Z-Boys beschreibt.
| Personendaten    | Personendaten                 |
| ---------------- | ----------------------------- |
| NAME             | Stecyk, Craig                 |
| ALTERNATIVNAMEN  | Stecyk, Craig R. III          |
| KURZBESCHREIBUNG | US-amerikanischer Fotograf    |
| GEBURTSDATUM     | 19. Mai 1950                  |
| GEBURTSORT       | Los Angeles, Kalifornien, USA |